# Thomasarm
De Thomasarm, ook wel armreliekhouder van Sint-Thomas, is een zilveren reliekhouder in de vorm van een arm die zich in de schatkamer van de Sint-Servaasbasiliek, te Maastricht, bevindt. De 71 cm hoge reliekhouder bevat volgens de traditie één of meerdere armbotten van de apostel Thomas. Het kunstvoorwerp dateert waarschijnlijk uit de tweede helft van de 15e eeuw. Hoewel de maker onbekend is, geeft de aanwezigheid van diverse stadskeuren van het Maastrichtse smedenambacht aan dat het voorwerp van Maastrichts zilver is, naar men aanneemt het oudst bewaard geblevene.

## Geschiedenis

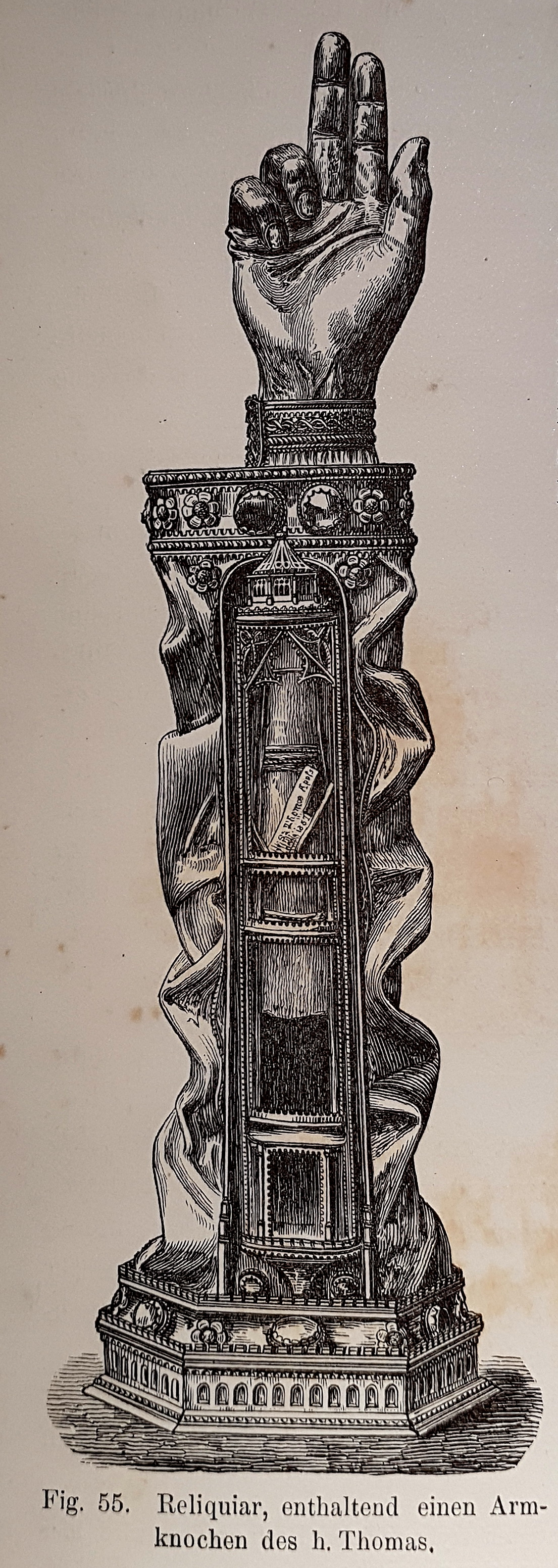
De Thomasarm, zoals afgebeeld in Bock & Willemsen (1872)

Over de herkomst van het in de Thomasarm gevatte relikwie van de heilige is niets met zekerheid te zeggen. Het bot is nooit wetenschappelijk onderzocht. Evenmin is bekend hoe en wanneer de Sint-Servaaskerk het heeft verworven. Volgens de overlevering zou Godfried van Bouillon het reliek omstreeks 1100 geschonken hebben, nadat het door zijn broer Boudewijn tijdens de Eerste Kruistocht te Edessa buitgemaakt was. Nog rond het midden van de 18e eeuw vermeldde kanunnik Pluegmaeckers van het Sint-Servaaskapittel dat er brieven bestonden die "getuigen dat deze arm vanuit India is overgebracht naar Antiochië, en vandaar naar Jeruzalem". Op de cedula in de reliekhouder staat de Latijnse tekst: DEXT: BRACH: ST THOMAE APOSTOLI. 21 DECbris 1357. Het is mogelijk dat het reliek op die datum, de naamdag van de heilige, in een nieuwe reliekhouder werd geplaatst. Als dat laatste het geval is, is die reliekhouder in de tweede helft van de 15e eeuw vervangen door het huidige exemplaar, zoals de Maastrichtse humanist Matthaeus Herbenus vermeldt. De Akense kanunnik en kunsthistoricus Franz Bock en de Maastrichtse kapelaan en schatbewaarder Michaël Willemsen meenden in 1872 dat de Thomasarm en het patriarchaalkruis van dezelfde hand moesten zijn. Pas in 1966 werd bekend dat de maker van het patriarchaalkruis de Neurenbergse zilversmid Ulrich Peters was, die in 1489 burger van Maastricht was geworden.
Het is onwaarschijnlijk dat de reliekhouder een rol had in de liturgie van de Sint-Servaaskerk, aangezien het voorwerp niet genoemd wordt in de Ordinarius chori van de kerk. Tijdens de zevenjaarlijkse heiligdomsvaarten hoorde de Thomasarm bij de weinige reliekhouders die dagelijks vanaf de dwerggalerij aan de verzamelde menigte op het Vrijthof werden getoond. Het voorwerp is ook afgebeeld op diverse toningsformulieren, die als souvenir aan pelgrims werden aangeboden. In 1568, bij het bezoek van de hertog van Alva, werd de Thomasarm samen met enkele andere voorwerpen ter aanbidding uitgestald op een altaar. Ook werd de arm in 1628 door een kanunnik meegedragen in een boetprocessie. In 1789 werd de reliekhouder gerestaureerd ("renovatio reliquiarum"), waarbij mogelijk ook wijzigingen zijn aangebracht. Na de komst van de Fransen in 1794 en de daarop volgende secularisatie, werd de Thomasarm door de kanunniken Rietraet en Janssens bewaard en in 1816 aan de opnieuw in gebruik genomen kerk teruggegeven. In 1823 verleende paus Leo XII een volle aflaat aan alle gelovigen die op de feestdag van Sint-Thomas de Servaaskerk bezochten en daar de uitgestalde relikwie vereerden.
Bij een onderzoek in de jaren 1970, waarbij de reliekhouder uit elkaar werd gehaald, bleek het voorwerp vijf Maastrichtse stadskeuren (vijfpuntige sterren) te bevatten, die eerder niet zichtbaar waren. In 1982 verhuisde het voorwerp, samen met de overige kerkschatten, naar de nieuwe schatkamer in de Dubbelkapel, waar het in een glazen vitrine op de bovenverdieping wordt tentoongesteld.

## Beschrijving
De armreliekhouder van Sint-Thomas is een antropomorfe reliekhouder, ook wel "sprekende reliekhouder" genoemd, omdat door de uiterlijke vorm van de reliekhouder al duidelijk is welk reliek er zich in bevindt. Reliekhouders in de vorm van een omhoogreikende arm met uitgestrekte hand worden brachialia genoemd. Volgens Bock & Willemsen bezit de Sint-Servaaskerk nog drie andere armreliekhouders, die echter van verguld hout zijn.
De basis van de reliekhouder bestaat uit een zeshoekig voetstuk versierd met onder andere een rondboogarcade en cabochon geslepen (half)edelstenen. De schacht bestaat uit een zilveren rechterarm die in een uitbundig geplooide mouw gestoken is. De verguld zilveren boord van de mouw bevat enkele edelstenen en geëmailleerde roosjes. Uit de mouw steekt nog een stuk van het onderkleed en daarboven rijst de natuurlijk weergegeven hand, min of meer op ware grootte. De hand maakt een zegenend gebaar met opgeheven duim, wijs- en middelvinger.
Het relikwie, een bot van de rechterarm van de apostel Thomas, is gevat in een 31,5 cm lange cilinder van bergkristal. De cilinder is gevat in zilverwerk en wordt afgesloten door een torenbekroning. Opvallend is dat alleen het bovenste twee derde deel van de cilinder is gevuld. Of er ook hand- en vingerbotjes bewaard zijn gebleven (volgens Bock & Willemsen in de zilveren hand opgeborgen), is niet duidelijk, hoewel de overlevering altijd benadrukte dat het hier ging om dezelfde hand die de ongelovige Thomas in de zijdewond van Christus legde. Arm-, hand- of vingerrelikwieën van Sint-Thomas zijn geenszins uniek; ze zijn onder andere te vinden in Rome (Santa Croce), Bari (Basiliek van San Nicola), Bologna (Basiliek van San Domenico), Parijs (Abdijkerk van Saint-Denis) en de kathedralen van Chartres en Soissons. Het rode fluweel en een ornament met een druiventros in de cilinder dateren waarschijnlijk uit 1789, toen de reliekhouder werd hersteld. Uit dezelfde tijd dateert mogelijk de cedula, het strookje perkament met informatie over de herkomst van het relikwie, wellicht afkomstig of overgeschreven van een oudere cedula.

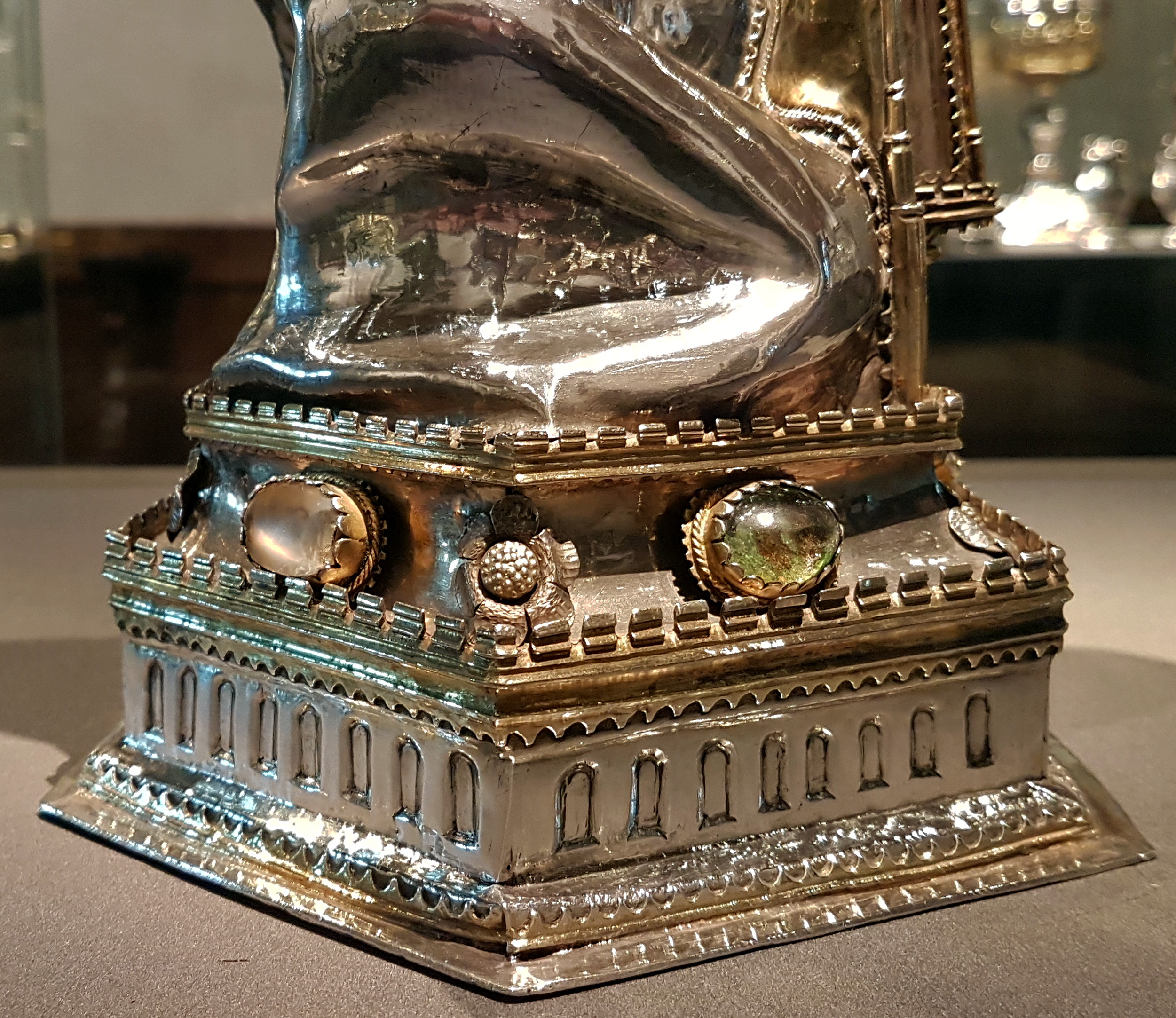
Voetstuk
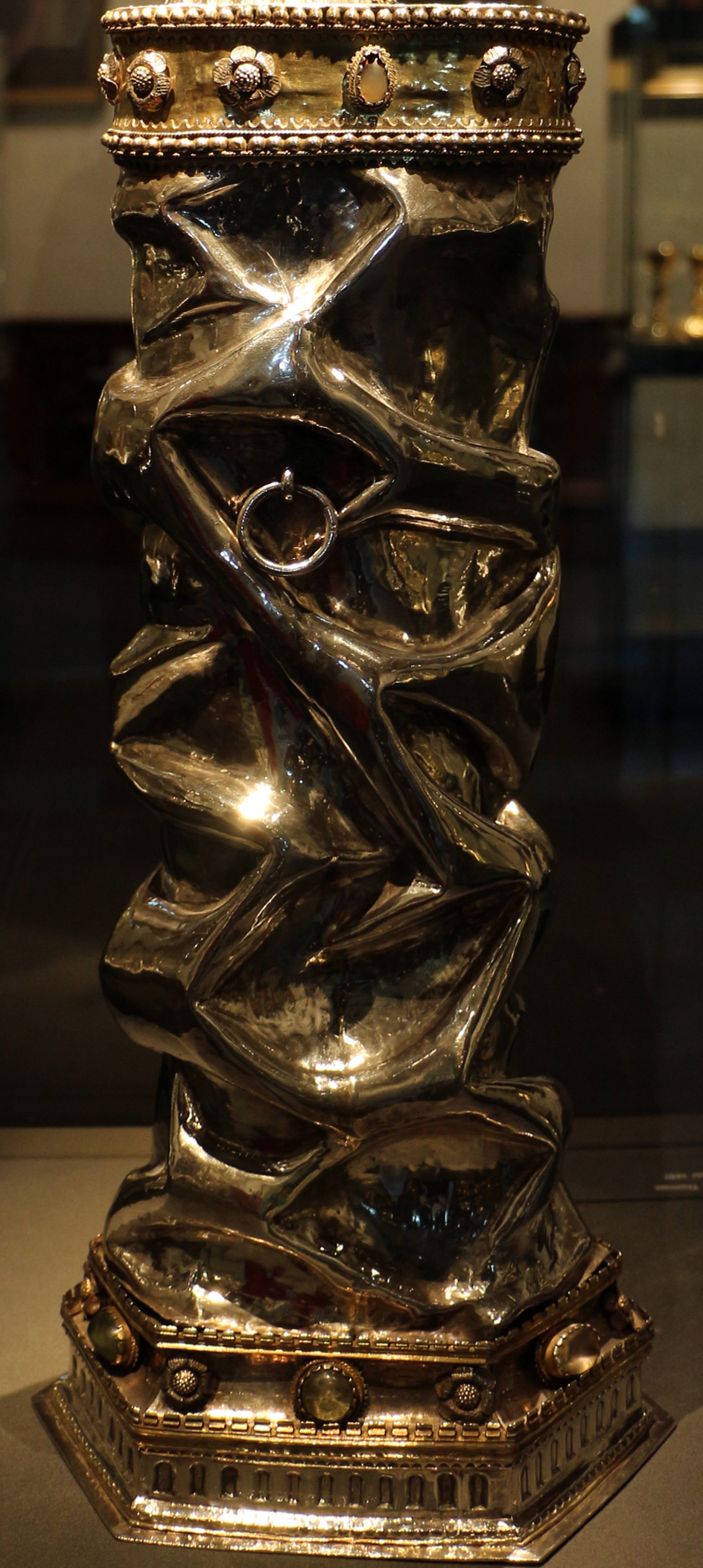
Geplooide mouw
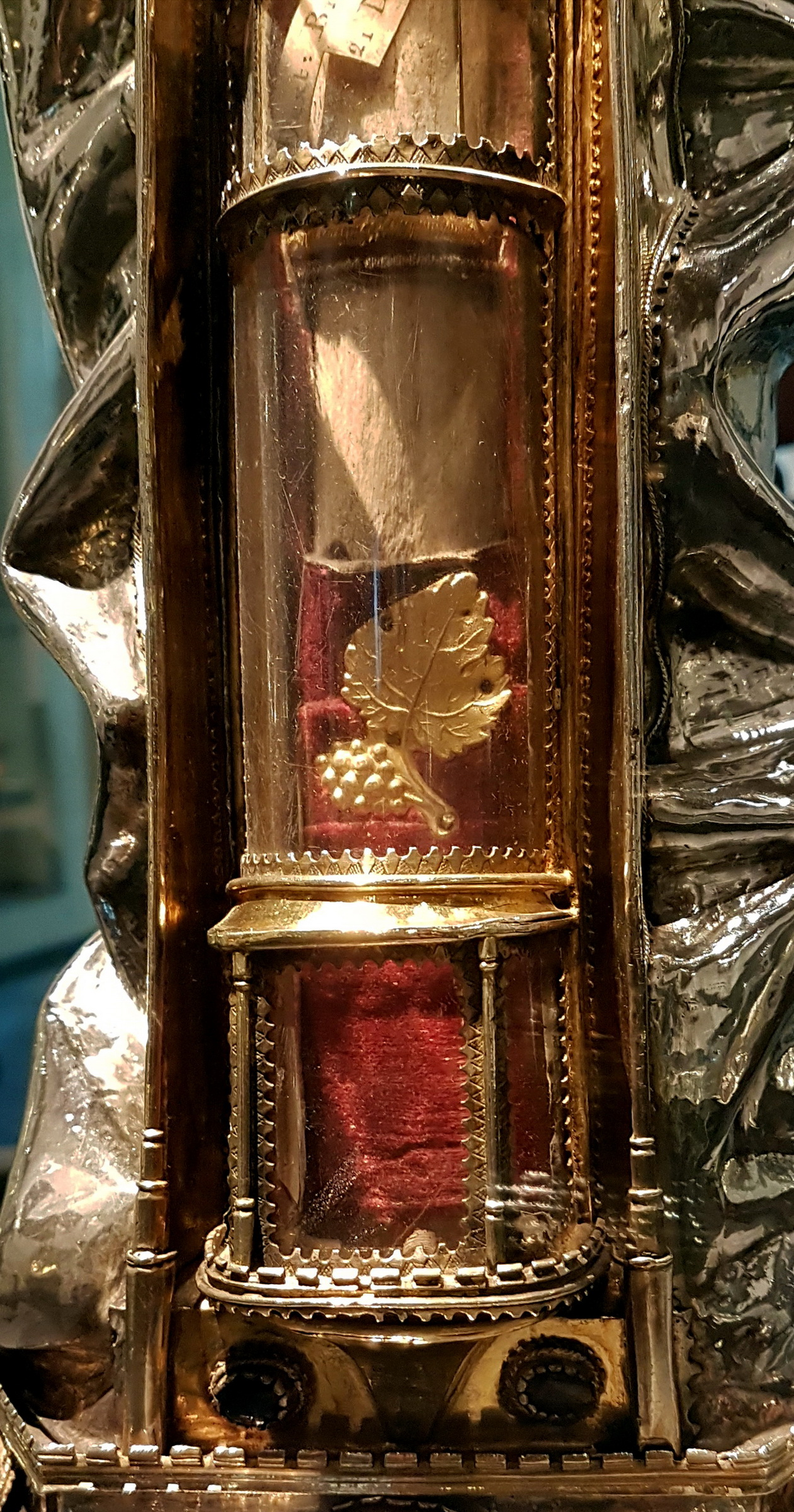
Kristalcilinder met reliek
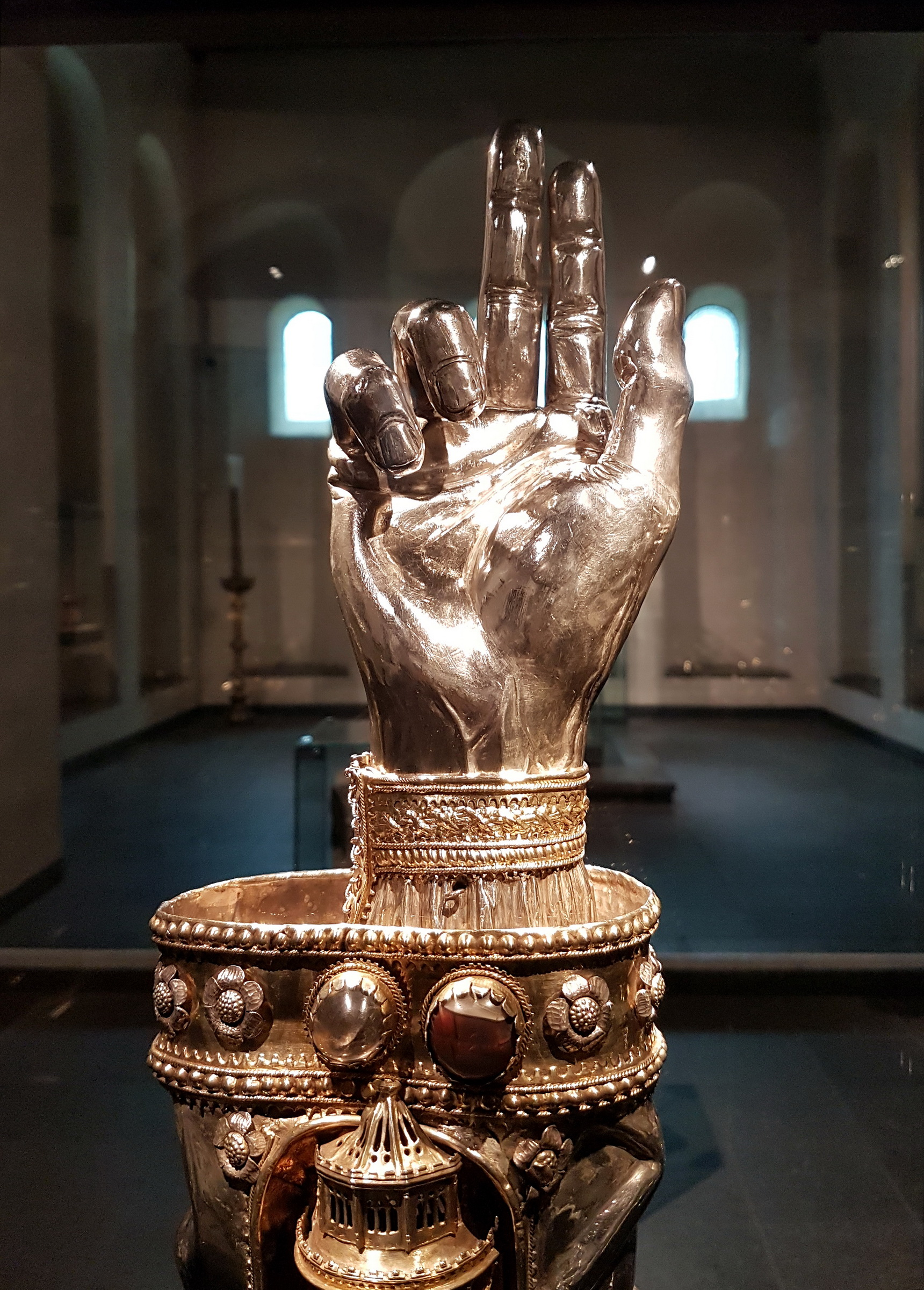
Detail hand